# Nokia N70
Nokia N70 é um telemóvel 3G da Nokia com uma câmara de 2 megapixéis, flash incorporado, uma câmara na parte da frente para permitir as conversações com envio e transmissão de vídeo, Rádio FM, Bluetooth 2.0, leitor de músicas (MP3, WAV, MIDI, AMR, Toques Reais e AAC) e suporte para jogos Java em 3D. Este telemóvel vem-se juntar à já tão completa gama de telemóveis com o suporte de aplicações Series 60 e sistema operativo Symbian.
Tal como os outros modelos Nokia NSeries, o Nokia N70 possui uma grande quantidade de RAM. Tem um processador ARM9 de 220 MHz para correr aplicações que consomem bastante memória, como suites de produtividade e gráficos 3D.

## Especificações
- Sistema Operacional – Symbian 8.1a e Series 60 2.8 FP3
- Frequências GSM – 900/1800/1900 MHz
- GPRS – Sim, classe 10
- EDGE (EGPRS) – Sim, classe 10
- WCDMA – Sim (2100 MHz)
- Ecrã Principal – TFT, 262 144 cores e 176X208 pixéis de resolução
- Câmara – Frente: 0,3 MP e 2X Zoom Digital; Trás: 2 MP, 20X Zoom Digital e Flash
- Gravação de Vídeo – Sim, em formato CIF (duração máxima da gravação: 2 horas)
- MMS – Sim
- Chamadas de Vídeo – Sim
- PPF (Premir Para Falar) – Sim
- Suporta Java – Sim, MIDP 2.0
- Memória – 22 MB
- Slot para Cartões de Memória – Sim, RS-MMC (incluído no pacote de vendas vem um de 64 MB)
- Bluetooth – Sim, versão 2.0
- Infravermelhos – Não
- Suporta Cabo de Transferência de Dados – Sim
- Browser – WAP 2.0 XHTML/HTML
- E-mail – Sim
- Leitor de Música – Sim, estéreo
- Rádio – Sim
- Reprodutor de Vídeo – Sim
- Toques Polifónicos – Sim, com 64 acordes
- Tons de Toque – Sim, MP3, WAV, MIDI, AMR, Toques Reais e AAC
- Microfone de Alta Frequência – Sim
- Modo Desligado – Sim
- Bateria – BL-5C (900 mAh)
- Autonomia em Conversação – 3 horas
- Autonomia em Standby – 288 horas
- Peso – 126 gramas
- Dimensões - 108.8mmX53mmX21.8mm
- Disponibilidade – Meados de 2005

## Software Incorporado
Entre o software disponível no telemóvel após a compra encontram-se a Suite de Produtividade QuickOffice, o browser Opera e uma versão de demonstração (válida por 6 meses) do antivírus Symantec Mobile Security 4.0.

## Problemas
Os primeiros modelos do Nokia N70 possuíam alguns problemas, nomeadamente problemas com o Rádio FM, pesquisa de dispositivos Bluetooth, etc. Como resposta às queixas dos clientes a Nokia disponibilizou uma nova versão do firmware do telemóvel, a V 3.0546.2.3 ou uma outra com mais correcções e melhorias, a V 5.0609.2.0.1, lançada a 1 de Março de 2006. Estas actualizações podem ser feitas por Centros de Serviço Nokia autorizados, no entanto isto aplica-se mais a telemóveis livres de operador. Telemóveis bloqueados a um certo operador também poderão ser actualizados com o novo firmware caso se encontrem os mesmo problemas, no entanto algumas funções características do operador serão removidas.

## Sucessores
Actualmente existem dois telemóveis construídos com base no modelo N70. São eles o Nokia N72 e o Nokia N73.

### Nokia N72
O Nokia N72 tem como alvo o grande público por não possuir o hardware que disponibiliza as funcionalidades 3G, tornando este modelo mais barato do que o seu antecessor. Possuiu no entanto o mesmo sistema operativo, o Symbian, e mais ou menos as mesmas funcionalidades que o Nokia N70.

### Nokia N73
O Nokia N73 apresenta-se como o verdadeiro sucessor do Nokia N70, com uma câmara de 3.2 megapixéis Carl Zeiss com Autofocus, auscultadores 3D, a terceira edição do software Series 60, bem como muitas outras melhorias e novas funcionalidades.

### Relançamento
No ano de 2009, houve um relançamento do N73, intitulada de N73 ME ("Music Edition"). Que pode vir com cartão de 1 giga ou de 2gb e com acessórios dedicados a Música.

## Ver Também
- Nokia Nseries